# Napoleon Špun Strižić
Napoleon pl. Špun Strižić (Kaptol, 26. srpnja 1839. – Bencetićdvor,12. srpnja 1913.), hrvatski pravnik i književnik, državni odvjetnik i profesor na Pravoslovnoj akademiji u Zagrebu. Osobito se istaknuo radovima iz kaznenog prava i zakonima o uređenju mjesnih sudova. Bavio se književnim radom, posebice pjesništvom.
Zet Ivana Mažuranića, kojemu je oženio kći Mariju.
Bio je jedini inozemac koji je u češkom almanahu Máju (1858. – 1862.) objavio priloge. Pisao je i priloge u Nevenu i prvi bitnije pridonio recepciji književnosti májovaca u Hrvatskoj. Pridonio posredovanju suvremene češke književnosti i kulture u hrvatsku književnu periodiku.
Objavio 1866. zbirku pjesama Iz mladieh lietah, koju mu je tiskao Dragutin Albrecht.